# Charles Fortin de La Hoguette
Pour les articles homonymes, voir Charles Fortin.
Charles Fortin de La Hoguette  (vers 1646 - tué le 7 octobre 1693) est un militaire français du XVIIe siècle qui fut lieutenant-général des armées.

## Biographie
Charles Fortin de La Hoguette est le fils de Philippe Fortin de la Hoguette et de Louise de Beaumont sœur de l'archevêque de Paris Hardouin de Péréfixe de Beaumont, il est également le frère de Hardouin Fortin de La Hoguette, évêque de Saint-Brieuc puis  et archevêque de Sens.
Au dire de Saint-Simon qui le considère comme un « Fort galant homme et fort estimé » la noblesse récente de sa famille aurait nui à son avancement. Après la mort de son frère ainé au siège de candie il relève le titre de « Marquis de la Hoguette » et effectue cependant une carrière militaire après avoir servi dans les gardes il devient cornette dans la 1re compagnie des Mousquetaires gris en 1672, enseigne en 1683, sous-lieutenant en 1684, Maréchal de camp en 1688 et enfin Lieutenant-général des armées et gouverneur de Mézières en mars 1693.
Lors de la Guerre de la Ligue d'Augsbourg il participe à l'offensive contre Victor-Amédée II de Savoie dans les États de Savoie et en 1691 il envahit à la tête de 6 000 hommes la Vallée d'Aoste par La Thuile et Pré-Saint-Didier. Aoste est occupée le 20 juin et une colonne pousse jusqu'à Montjovet. Rappelé par  le Maréchal de France Nicolas de Catinat il doit se retirer après avoir imposé une contribution de guerre à la région occupée mise également au pillage. Il est tué en octobre 1693 lors de la bataille de Marsaglia près de Pignerol.

## Union et postérité
De son union le 11 octobre 1684 avec Marie Bonneau de Rubelles (morte en 1720) il ne naît qu'une fille unique:
- Marie-Marguerite  épouse le 6 janvier 1705 de Louis Armand de Brichanteau, marquis de Nangis et futur maréchal de France.

## Source
- Jean-Pierre Bardet (dir.), Etat et société en France aux XVIIe et XVIIIe siècles : mélanges offerts à Yves Durand, vol. 5, Paris, Presses de l'Université de Paris-Sorbonne, coll. « Roland Mousnier », 2000, 548 p. (ISBN 978-2-84050-151-0, ISSN 1621-4129, lire en ligne)